# Eat Your Salad
Eat Your Salad è un singolo del gruppo musicale lettone Citi Zēni, pubblicato il 13 gennaio 2022 su etichetta discografica TCLV Records.

## Descrizione
Il 4 gennaio 2022 è stato confermato che con Eat Your Salad i Citi Zēni avrebbero preso parte all'imminente edizione di Supernova, l'annuale programma di selezione del rappresentante della Lettonia all'Eurovision Song Contest. Il brano, il cui testo intende promuovere uno stile di vita ecosostenibile, ha da subito ottenuto successo, accumulando oltre 30 milioni di visualizzazioni su TikTok in meno di un mese. Nella finale di Supernova del successivo 12 febbraio i Citi Zēni sono risultati i vincitori, diventando di diritto i rappresentanti eurovisivi lettoni a Torino. Nel maggio successivo il gruppo si è esibito durante la prima semifinale della manifestazione europea, dove è piazzato al 14º posto su 17 partecipanti con 55 punti totalizzati, non riuscendo a qualificarsi per la finale.

## Tracce
Testi e musiche di Roberts Memmēns, Jānis Pētersons, Dagnis Roziņš e Jānis Jačmenkins.
1. Eat Your Salad – 3:01

## Classifiche
| Classifica (2022) | Posizione massima |
| ----------------- | ----------------- |
| Lituania          | 55                |